# Бучацька районна державна адміністрація
Бучацька районна державна адміністрація (також Бучацька РДА) — орган виконавчої влади в Бучацькому районі Тернопільської области України.

## Історія
16 грудня 2020 року реорганізована шляхом приєднання до Чортківської райдержадміністрації.

## Структурні підрозділи
- Апарат райдержадміністрації:
  - відділ організаційної роботи
  - сектор кадрової роботи
  - загальний відділ
  - сектор контролю
  - юридичний сектор
  - сектор звернень громадян
  - сектор зв'язків з громадськими організаціями, засобами масової інформації та з питань внутрішньої політики
  - відділ взаємодії з правоохоронними органами, оборонної, мобілізаційної та режимно-секретної роботи
  - відділ фінансово-господарського забезпечення
  - відділ ведення Державного реєстру виборців
- управління агропромислового розвитку
- відділ економічного розвитку
- управління праці та соціального захисту населення
- сектор у справах молоді та спорту
- відділ містобудування, архітектури, житлово-комунального господарства та інфраструктури
- відділ освіти
- відділ культури, національностей, релігій і туризму
- архівний відділ
- служба у справах дітей
- сектор охорони здоров'я та цивільного захисту
- центр надання адміністративних послуг
- фінансове управління

## Особи

### Очільники
Представники Президента України:
| Фото | Прізвище, ім'я, по батькові | Термін повноважень |
| ---- | --------------------------- | ------------------ |
|      | 1. Василь Вовк              | 1990–1995          |

Голови райдержадміністрації:
| Фото | Прізвище, ім'я, по батькові | Термін повноважень                                                        |
| ---- | --------------------------- | ------------------------------------------------------------------------- |
|      | 1. Ілля Козира — НРУ        | 2005—2008                                                                 |
|      | 2. Тарас Пастух — УНП       | 2008—2010                                                                 |
|      | 3. Василь Савка             | ? — 22 березня 2014                                                       |
|      | 4. Василь Вонсяк            | 4 квітня 2014 — 23 грудня 2014                                            |
|      | 5. Ігор Погонець (в. о.)    | грудень 2014 — травень 2015                                               |
|      | 6. Віталій Фреяк            | 21 травня 2015 — 24 грудня 2015 24 грудня 2015 — 15 січня 2016 — т. в. о. |
|      | 7. Віталій Бебих            | 15 січня 2016 — 11 липня 2019                                             |
|      | 8. Олена Кравчук            | 26 травня 2020 — 26 лютого 2021                                           |

### Заступники
- Іван Кузь — перший заступник,
- Ігор Погонець — заступник,
- Марія Слободян — керівник апарату.